# Hotel Paraíso
Hotel Paraíso (titulada también como Hotel Paraíso, la película) es una comedia peruana de 2019 escrita, dirigida y coproducida por Daniel Rehder. Es protagonizada por Kareem Pizarro y Fabiana Valcárcel, contando con Jely Reátegui, Marco Zunino, Francisca Aronsson en el coprotagónico y Brando Gallesi en el antagónico principal. La cinta se estrenó el 24 de enero de 2019 en los cines peruanos  a nivel nacional.

## Sinopsis
Guillermo (Kareem Pizarro) vivirá mil aventuras con sus primos, durante sus vacaciones en el Hotel Paraíso de Ica para enamorarse de Andrea (Fabiana Valcárcel), la chica que le gusta. Guillermo tendrá que enfrentar sus inseguridades y a Nahel (Brando Gallesi), quién también siente algo por la joven.

## Elenco
Los actores que participan en esta película son:
- Kareem Pizarro como Guillermo.
- Fabiana Valcárcel como Andrea.
- Brando Gallesi como Nahel.
- Francisca Aronsson como Lucía.
- Carolina Cano como Gisella.
- Mario Cortijo como el Portador.
- Katia Condos
- Matías Raygada como primo de Guillermo.
- Jely Reátegui
- Andrés Salas
- Pietro Sibille
- Marco Zunino como Marc Anthony.
- Omar García como Arturo.

## Producción
La película marca el debut de Daniel Rehder como director de cine, bajo su propia productora Rehder Films y la distribución de New Century Films.[cita requerida] Las escenas se grabaron a inicios de 2018 en un hotel del departamento de Ica y se cuenta con un elenco infantil y juvenil en el reparto principal. Uno de ellos, el actor peruano Brando Gallesi asume por primera vez el antagónico principal, tras su participación en la película de acción Django: Sangre de mi sangre[cita requerida] y la actriz Fabiana Valcárcel se convierte en la protagonista al lado de Kareem Pizarro.[cita requerida]
En noviembre de ese año, salió el primer avance oficial con los actores protagonistas.

## Recepción
Hotel Paraíso atrajo a un total de 41.465 espectadores en la taquilla.

## Premios
| Premio                                                              | Fecha | Categoría                                         | Nominados                            | Resultados                                           |
| ------------------------------------------------------------------- | ----- | ------------------------------------------------- | ------------------------------------ | ---------------------------------------------------- |
| Action on Film International Film Festival, USA                     | 2021  | Best Film                                         | Daniel Rehder Rehder Films           | Nominada                                             |
| Queen Palm International Film Festival                              | 2021  | Best Feature First Time Filmmaker                 | Daniel Rehder Rehder Films           | Ganadora, Annual Grand Jury Prize                    |
| Aesthetica Short Film Festival                                      | 2020  | Best Narrative Feature                            | Daniel Rehder Rehder Films           | Nominada                                             |
| Austria International Film Festival                                 | 2020  | Best Spanish Language Film                        | Daniel Rehder Rehder Films           | Ganadora, Best Jury Award                            |
| Calcutta International Cult Film Festival                           | 2020  | Debut Filmmaker                                   | Daniel Rehder (Director)             | Nominada, Golden Fox Award                           |
| FINDECOIN - Independent International Short & Feature Film Festival | 2020  | Best Narrative Feature Film                       | Daniel Rehder Rehder Films           | Nominada, FINDECOIN Award                            |
| KIDS FIRST! Film Festival                                           | 2020  | Recommended for Ages 8 to 15                      | Daniel Rehder Rehder Films           | Nominada, KIDS FIRST! Approved Film                  |
| Kyiv Film Festival                                                  | 2020  | Best Feature Film                                 | Daniel Rehder Rehder Films           | Nominada, Jury Award                                 |
| Lift-Off Film Festival, New York                                    | 2020  | Best Live Action Feature                          | Daniel Rehder Rehder Films           | Nominada, Festival Award                             |
| Lift-Off Film Festival, Tokyo                                       | 2020  | Best Live Action Feature                          | Daniel Rehder Rehder Films           | Nominada, Online Audience Choice                     |
| London Independent Film Awards                                      | 2020  | Best Foreign Feature                              | Daniel Rehder Rehder Films           | Nominada                                             |
| London International Motion Pictures Award                          | 2020  | Best International Narrative/Fiction Feature Film | Daniel Rehder Rehder Films           | Nominada, London International Motion Pictures Award |
| Los Angeles Cinefest                                                | 2020  | Best Feature Film                                 | Daniel Rehder Rehder Films           | Nominada, Los Angeles Cinefest Award                 |
| Los Angeles Cinefest                                                | 2020  | Best Film Score                                   | Daniel Rehder Rehder Films           | Nominada, Los Angeles Cinefest Award                 |
| Queen Palm International Film Festival                              | 2020  | Best Writer                                       | Daniel Rehder Rehder Films           | Ganadora, First Quarter Honorable Mention            |
| Queen Palm International Film Festival                              | 2020  | Best trailer                                      | Daniel Rehder Rehder Films           | Ganadora, First Quarter Silver Award                 |
| Queen Palm International Film Festival                              | 2020  | -                                                 | Julián Estrada Rehder Films          | Ganadora, First Quarter Bronze Award Cinematography  |
| Queen Palm International Film Festival                              | 2020  | Best Young Actor Feature                          | Kareem Pizarro Rehder Films          | Ganadora, First Quarter Gold Award                   |
| Queen Palm International Film Festival                              | 2020  | Best Feature-First Time Filmmaker                 | Daniel Rehder Rehder Films           | Ganadora, First Quarter Gold Award                   |
| Queen Palm International Film Festival                              | 2020  | Best Producer Feature                             | Daniel Rehder Rehder Films           | Ganadora, First Quarter Gold Award                   |
| San Diego Latino Film Festival                                      | 2020  | Best Feature Film                                 | Daniel Rehder Rehder Films           | Nominada, Jury Award                                 |
| Aphrodite Film Awards                                               | 2019  | Best Fiction Feature Film                         | Rehder Films                         | Nominada, July Edition Award                         |
| Aphrodite Film Awards                                               | 2019  | Best First Time Filmmaker Feature Film            | Rehder Films                         | Nominada, July Edition Award                         |
| Calcutta International Cult Film Festival                           | 2019  | Debut Filmmaker                                   | Daniel Rehder                        | Ganadora, CICFF Award                                |
| Direct Monthly Online Film Festival                                 | 2019  | Best Film of the Month                            | Rehder Films                         | Ganadora, July Award                                 |
| Dumbo Film Festival                                                 | 2019  | Best Live Action Feature                          | Daniel Rehder Rehder Films           | Nominada, Festival Award                             |
| Eurasia International Monthly Film Festival                         | 2019  | Best Feature Film (Semi-Finalist)                 | Daniel Rehder Rehder Films           | 3rd place, July Award                                |
| Focus International Film Festival                                   | 2019  | Best Sound Design                                 | La Sound Facktory Rehder Films       | Ganadora, Jury Prize                                 |
| Focus International Film Festival                                   | 2019  | Best Practical Effects                            | Rehder Films                         | Ganadora, Jury Prize                                 |
| Focus International Film Festival                                   | 2019  | Best Visual Effects                               | Rehder Films                         | Ganadora, Jury Prize                                 |
| Focus International Film Festival                                   | 2019  | Best Score                                        | La Sound Facktory Rehder Films       | Ganadora, Jury Prize                                 |
| Focus International Film Festival                                   | 2019  | Best Director Feature                             | Daniel Rehder Rehder Films           | Ganadora, Jury Prize                                 |
| Focus International Film Festival                                   | 2019  | Best Feature Film                                 | Daniel Rehder Rehder Films           | Ganadora, Jury Prize                                 |
| Focus International Film Festival                                   | 2019  | Best Editing                                      | Daniel Martín Rodríguez Rehder Films | Ganadora, Jury Prize                                 |
| Focus International Film Festival                                   | 2019  | Best Cinematography                               | Julián Estrada Rehder Films          | Ganadora, Jury Prize                                 |
| Focus International Film Festival                                   | 2019  | Best Story                                        | Daniel Rehder Rehder Films           | Ganadora, Jury Prize                                 |
| Lift-Off Global Network, London                                     | 2019  | Feature Length Live Action Narrative              | Daniel Rehder Rehder Films           | Ganadora, Jury Prize                                 |
| Los Angeles Film Awards                                             | 2019  | Best Young Actor                                  | -                                    | Ganadora, LAFA June Award                            |
| Los Angeles Film Awards                                             | 2019  | Best First Time Director                          | -                                    | Ganadora, LAFA June Award                            |
| Los Angeles Film Awards                                             | 2019  | Best First Time Director                          | Daniel Rehder                        | Ganadora, Annual Award                               |
| Queen City Film Festival                                            | 2019  | Kids/Family Feature                               | Daniel Rehder Rehder Films           | Nominada, Jury Prize                                 |
| Rhode Island International Film Festival                            | 2019  | Best Feature                                      | Daniel Rehder Rehder Films           | Ganadora, Flickers' Youth Film Jury Award            |
| Rhode Island International Film Festival                            | 2019  | Children's/Family                                 | -                                    | Nominada, Best Feature                               |
| Rhode Island International Film Festival                            | 2019  | Kidseye International Film Festival Award         | Daniel Rehder Rehder Films           | Ganadora, Kidseye International Film Festival Award  |
| Rome Prisma Independent Film Awards                                 | 2019  | Best Feature Film                                 | Rehder Films                         | Nominada, July Award                                 |